# Пчиня (річка)
Пчиня (серб. Пчиња, мак. Пчиња)  — річка в Сербії та Македонії, ліва притока річки Вардар. Довжина — 128 км. Басейн займає площу 3140 км² (1247 км² в Сербії та 1893 км² в Македонії). Найбільшими притоками є річки: Бистриця, Петрошниця та Крива Река (ліва), Кумановська Река (права). Належить до басейну Егейського моря.

## Галерея

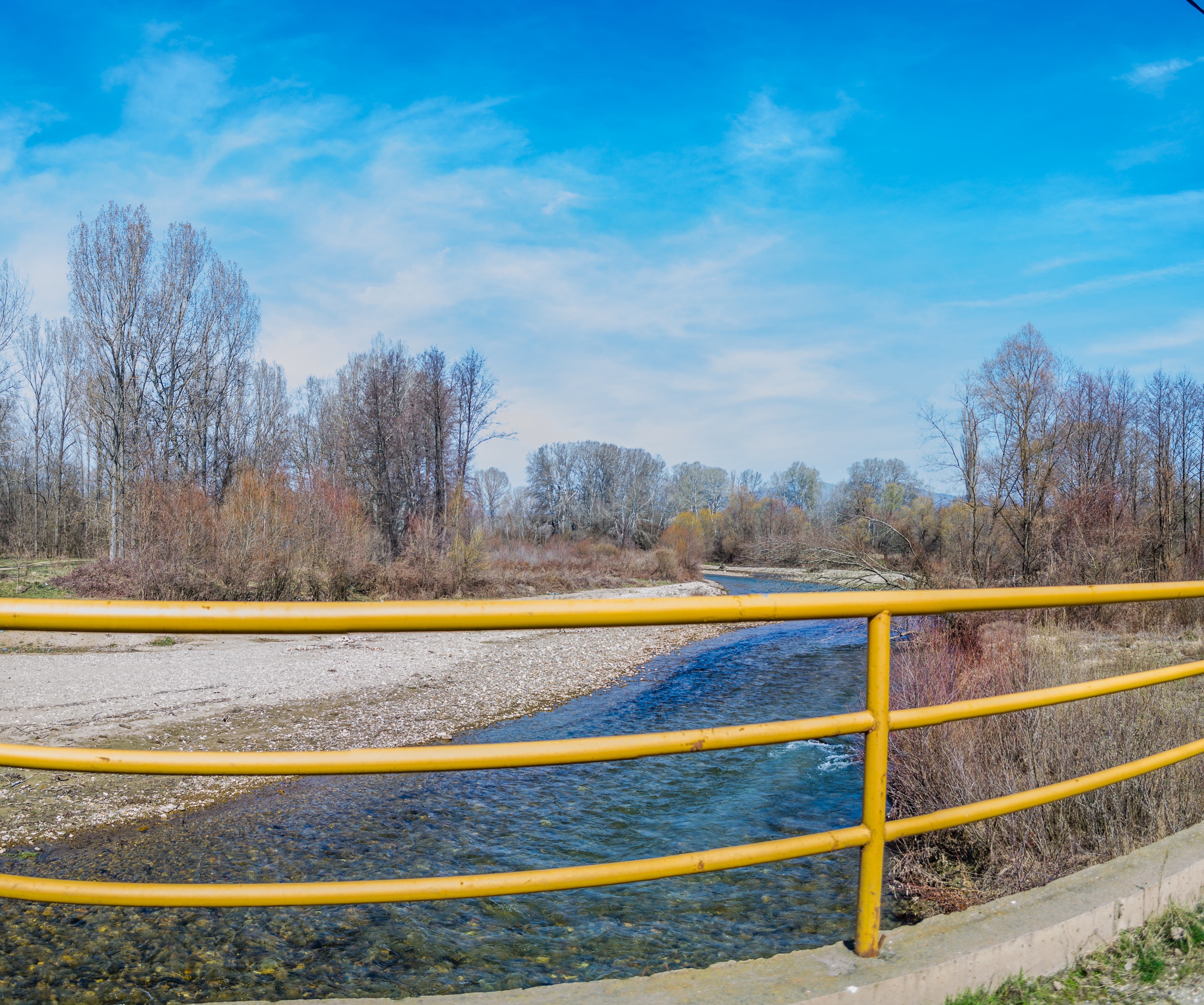
Міст над річкою біля села Кокіно
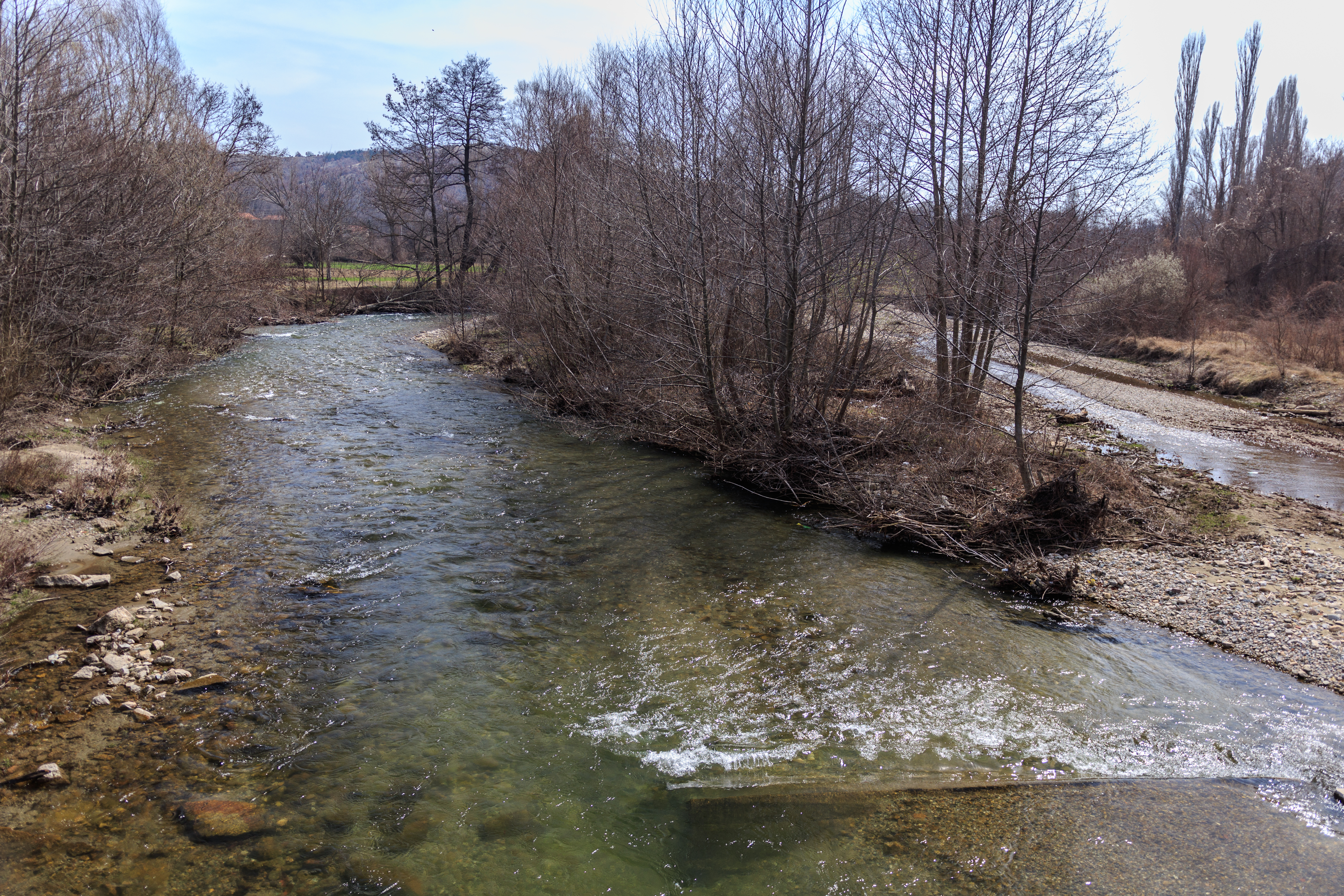
Річка поблизу села Пелінце
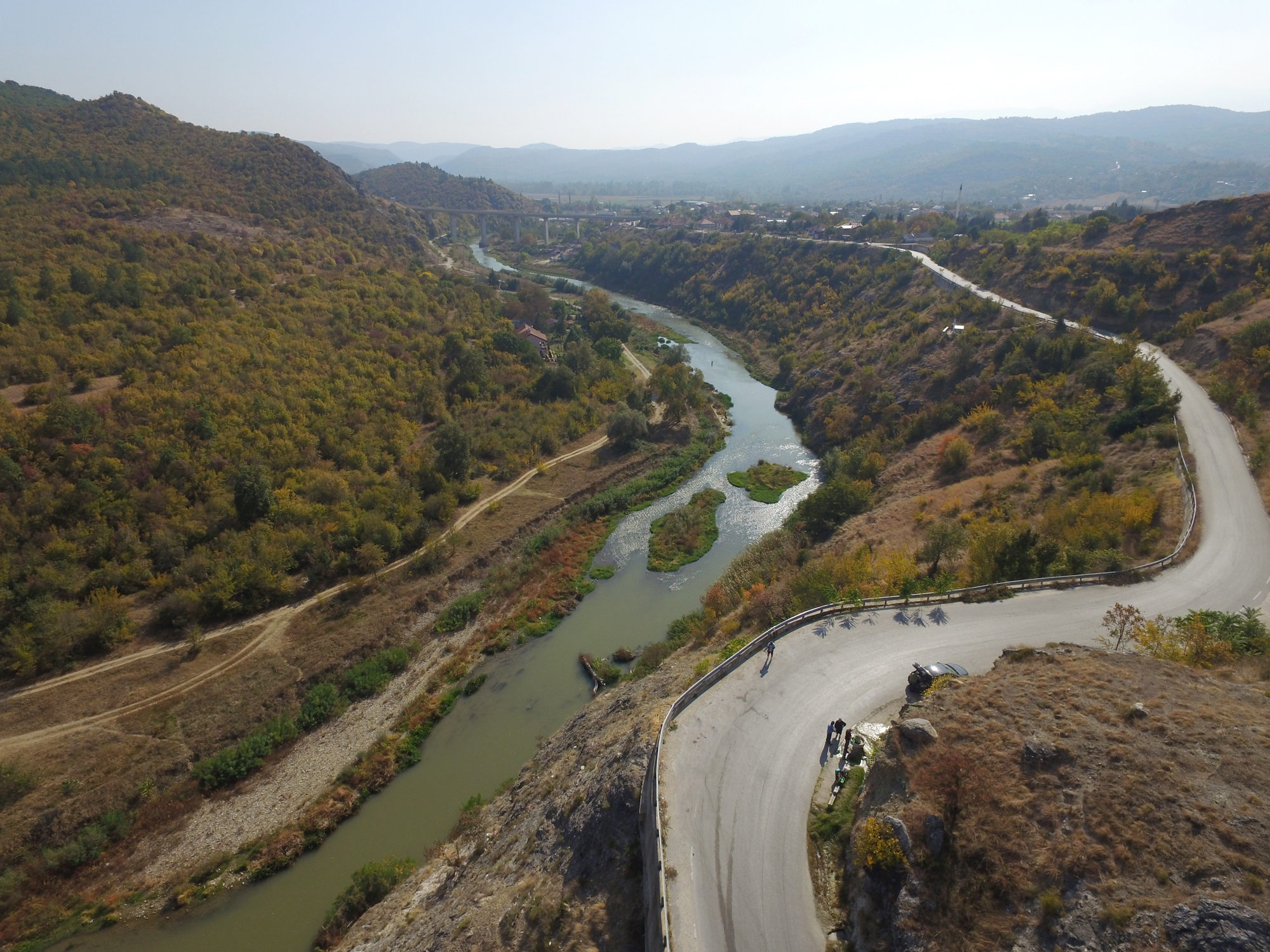
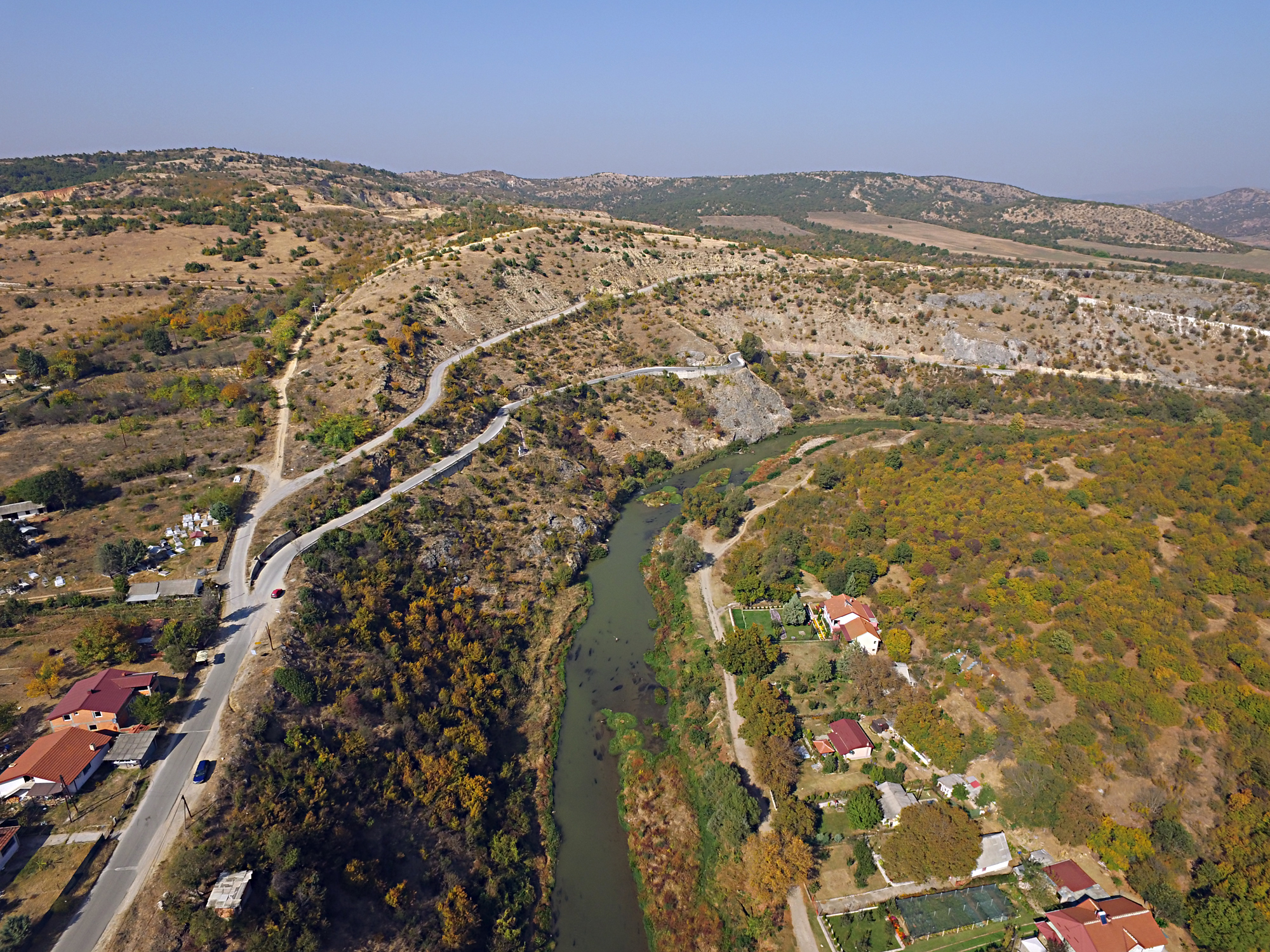
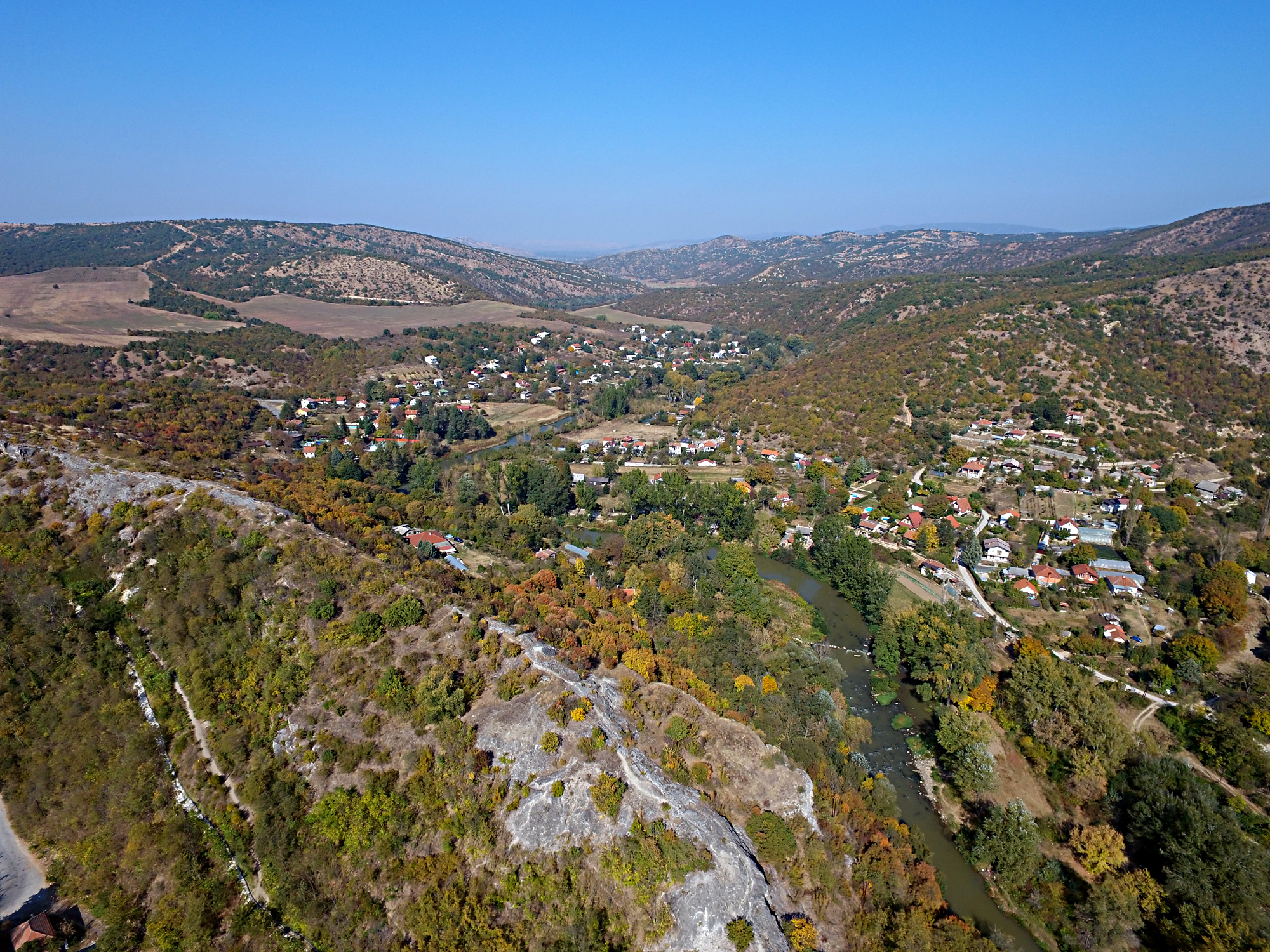